# جاكي بورنس (ممثلة)
جاكي بورنس (بالإنجليزية: Jackie Burns)‏ هي مغنية وممثلة أمريكية، ولدت في 4 أكتوبر 1980.

## وصلات خارجية
- جاكي بورنس على موقع IMDb (الإنجليزية)
- جاكي بورنس على موقع ميوزك برينز (الإنجليزية)
- جاكي بورنس على موقع قاعدة بيانات برودواي على الإنترنت (الإنجليزية)
- جاكي بورنس على موقع قاعدة بيانات الفيلم (الإنجليزية)